# Liste der Monuments historiques in Noviant-aux-Prés
Die Liste der Monuments historiques in Noviant-aux-Prés führt die Monuments historiques in der französischen Gemeinde Noviant-aux-Prés auf.

## Liste der Objekte
| Bezeichnung | Beschreibung                                      | Standort                                           | Kennzeichnung | Schutzstatus | Datum | Bild |
| ----------- | ------------------------------------------------- | -------------------------------------------------- | ------------- | ------------ | ----- | ---- |
| Pietà       | mit Sockel; Holz, farbig gefasst, 16. Jahrhundert | in der Friedhofskapelle Notre-Dame-de-Pitié (Lage) | PM54001760    | Inscrit      | 2002  |      |